# Паркан 2
Parkan 2 — компьютерная игра в жанре космического симулятора, продолжение игры Parkan: Хроника Империи.
Parkan 2 сильно отличается от своего предшественника. Parkan 2 вышел на 8 лет позже первой части и объединил основные черты Хроники Империи и Железной стратегии. Значительно улучшились физика боёв, графика, красочность. Добавились боевые варботы для атак на планете. Система управления игрой, планетами, дронами стала удобнее. Создана огромная игровая вселенная, более 500 звездных систем, существенно улучшена межзвездная, межпланетная навигация. Несмотря на это, игра вышла несколько недоработанной и требовала серьёзного патча. Вместе с тем, фанатам мира Parkan очень не понравились некоторые кардинальные изменения в игровом мире. Например, ограничение на количество колоний в секторе, ограниченный объём трюма космического корабля и так далее.

## Сюжет
После сюжета первой части начальство не верит в рассказы о роботизированных кланах из-за того, что корабль был уничтожен вместе с чёрным ящиком. Дело засекречивают, персонажа отстраняют от полётов и отправляют преподавать в академию, в которой персонаж сам когда-то учился. Спустя 15 лет из закрытого сектора Лентис исходит аномалия, которая препятствует путешествиям со сверхсветовой скоростью в Сети. Появляется гипотеза, что в секторе Лентис живет небольшая группа людей, мутировавших в результате некого эксперимента. Обиженные на своих сородичей, они нашли и запустили бомбу судного дня. Аномалия быстро расширяется, а выйти за её пределы не возможно, как и связаться с людьми внутри. Решение лучше путешествия во времени не нашлось. После постройки экспериментальной машины времени, для путешествия отобрали 4 кандидата включая главного героя из прошлой части. Три прошлых попытки отправки сознания людей в прошлое закончились летальным исходом для кандидатов. Вы последний кандидат. В импланты протагониста вводят программу, Искинт Айрин и успешно отправляют его сознание назад ровно на 17 лет, 4 месяца и 3 дня в момент начала игры «Паркан: Хроника Империи». Новая цель игрока — не только найти пропавший исследовательский корабль Wanderer, но и предотвратить появление аномалии.

## Описание игры
Действие игры происходит в то же время и в том же месте, что и действие первой части. У игрока фактически те же цели и задачи, но есть помощник — Искинт Айрин.
Возможности поведения игрока остались прежними. Стать торговцем или пиратом. Основать свой клан. Чтобы улучшать отношения с другими кланами, игрок может выполнять задания, получаемые с их баз, торговых кораблей, и кораблей патруля, встречающихся редко. За выполнение выплачивают топливо. В зависимости от отношения к Вам той или иной расы открываются дополнительные возможности, такие как покупка кораблей, подключение напрямую к торговому интерфейсу базы, и задания, оплачиваемые большим количеством топлива.

## Отзывы
Владимир Горячёв, обозреватель сайта Absolute Games выставил игре оценку в 47 %, и высказал, что основная «беда» игры состоит в том, что в ней «нечего делать». По его словам, игра страдает от плохой оптимизации, что выливается в то, что «крупномасштабные потасовки в 1280х1024 норовят обернуться сонным слайд-шоу, особенно на планетах», и что пейзажи повторяются, и что игрока «окружает царство вечного „копи-пейста“».